# Південний департамент
Південний департамент (фр. Le Département du Sud, гаїт. креол. Sid) — один з 10 департаментів Гаїті.
Площа департаменту становить 2 654 км², населення — 704 760 осіб (2009).
Адміністративний центр — місто Ле-Ке. В департаменті — найбільша доля гаїтян змішаної раси, а також арабів.

## Округи й комуни
Департамент поділяється на 5 округів і 18 комун:
- Акен
  - Акен (Aquin)
  - Кавелон (Cavaillon)
  - Сен-Луї-ду-Суд (Saint-Louis-du-Sud)
- Ле-Ке
  - Ле-Ке (Les Cayes)
  - Кам-Перрен (Camp-Perrin)
  - Шанталь (Chantal)
  - Маніш (Maniche)
  - Іль-о-Ваш (Île-à-Vache)
  - Торбек (Torbeck)
- Шардоньєр
  - Шардоньєр (Les Chardonnières)
  - Англез (Les Anglais)
  - Тібюрон (Tiburon)
- Кото
  - Кото (Les Côteaux)
  - Пор-о-Пімен (Port-à-Piment)
  - Рош-о-Бато (Roche-à-Bateau)
- Порт-Салю
  - Порт-Салю (Port-Salut)
  - Арніке (Arniquet)
  - Сен-Жан-ду-Суд (Saint-Jean-du-Sud)

## Основні населені пункти
- Акен (Aquin) (населення — 95 004 осіб (2003))
- Дюмор (Dumord)
- Дюверж (Duverge)
- Кото (Coteaux)
- Ле Англе (Les Anglais)
- Ле-Ке (Les Cayes) (населення — 45 904 осіб (1995))
- Ля Порт (La Porte)
- Порт-Салю (Port Salut)
- Торбек (Torbeck)
- Шанталь (Chantal) (населення — 27 935 осіб (2003))

| Гаїті | Це незавершена стаття з географії Гаїті. Ви можете допомогти проєкту, виправивши або дописавши її. |